# Sadlinki (stacja kolejowa)
Sadlinki – stacja kolejowa w Sadlinkach, w gminie Sadlinki, w powiecie kwidzyńskim, w województwie pomorskim.

## Ruch pasażerski
| Rok  | Wymiana pasażerska na dobę |
| ---- | -------------------------- |
| 2017 | 20-49                      |
| 2022 | 20-49                      |